# ورا سوکووا

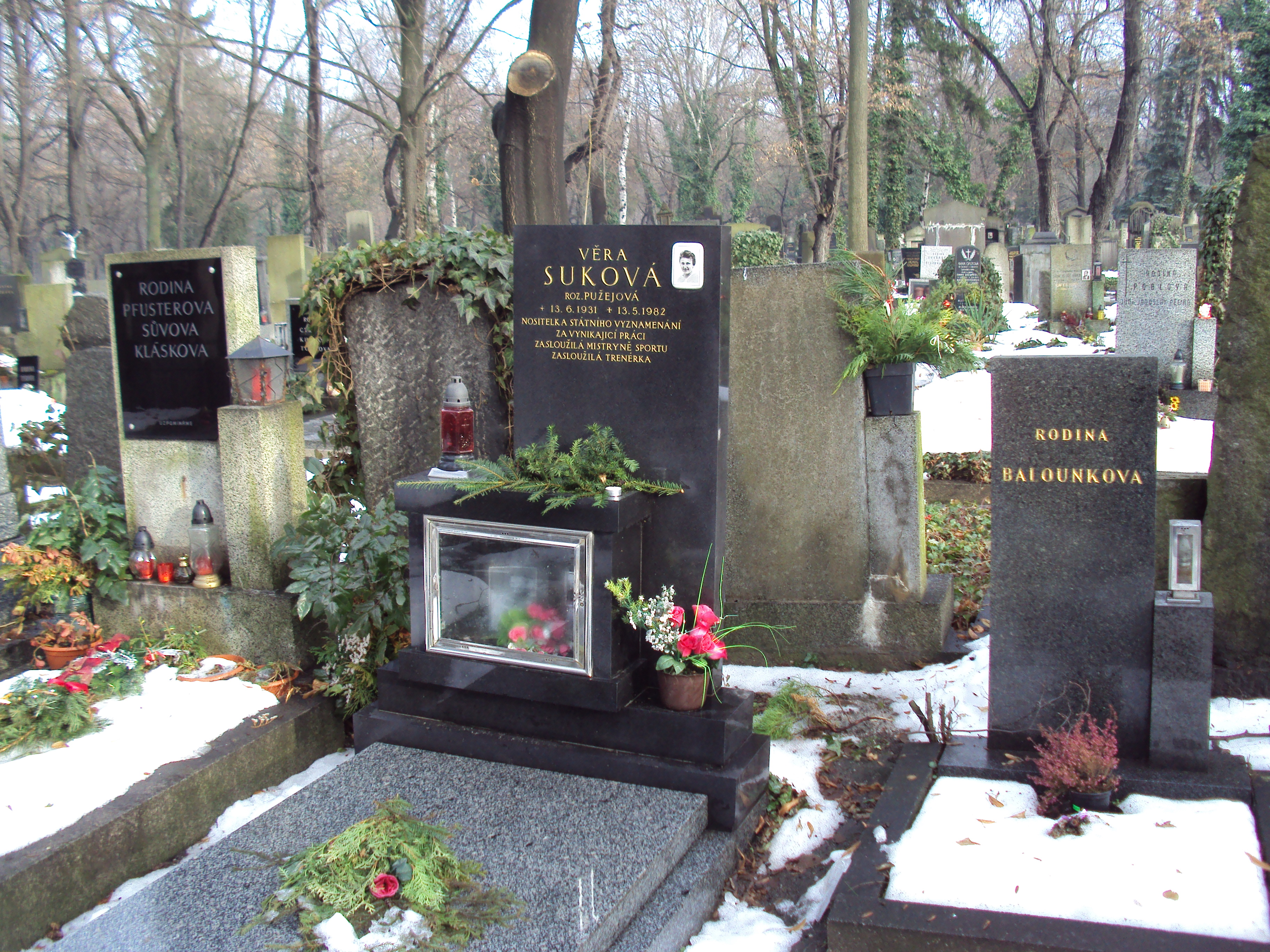
نمایی از سنگ‌مزار ورا سوکووا، در پراگ

 ورا سوکووا (چکی: Věra Suková؛ زاده ۱۳ ژوئن ۱۹۳۱ درگذشته ۱۳ مهٔ ۱۹۸۲) یک تنیس‌باز اهل چکسلواکی بود. 